# Decymacja (cyfrowe przetwarzanie sygnałów)
Decymacja – przekształcenie sygnału dyskretnego, polegające na zachowaniu co {\displaystyle M}-tej próbki, a odrzuceniu pozostałych. Oznaczając sygnał wejściowy jako {\displaystyle s_{x},} a sygnał wyjściowy jako {\displaystyle s_{y},} możemy zapisać decymację w następujący sposób:
{\displaystyle s_{y}(n)=s_{x}(Mn).}
Parametr {\displaystyle M} jest nazywany współczynnikiem decymacji.
Sygnał po {\displaystyle M}-krotnej decymacji zawiera M-krotnie mniej próbek od sygnału przed decymacją, czyli jest próbkowany z {\displaystyle M}-krotnie mniejszą częstotliwością. Takie obniżenie częstotliwości próbkowania wiąże się z niebezpieczeństwem powstania aliasingu, o ile pasmo sygnału przed decymacją nie będzie odpowiednio ograniczone przy pomocy filtru antyaliasowego.